# Guineu voladora de Temminck
La guineu voladora de Temminck (Pteropus temminckii) és una espècie de ratpenat de la família dels pteropòdids. És endèmica d'Indonèsia. El seu hàbitat natural són els boscos primaris no pertorbats. Està amenaçada per la caça i la desforestació.